# Honoré Van Waeyenbergh

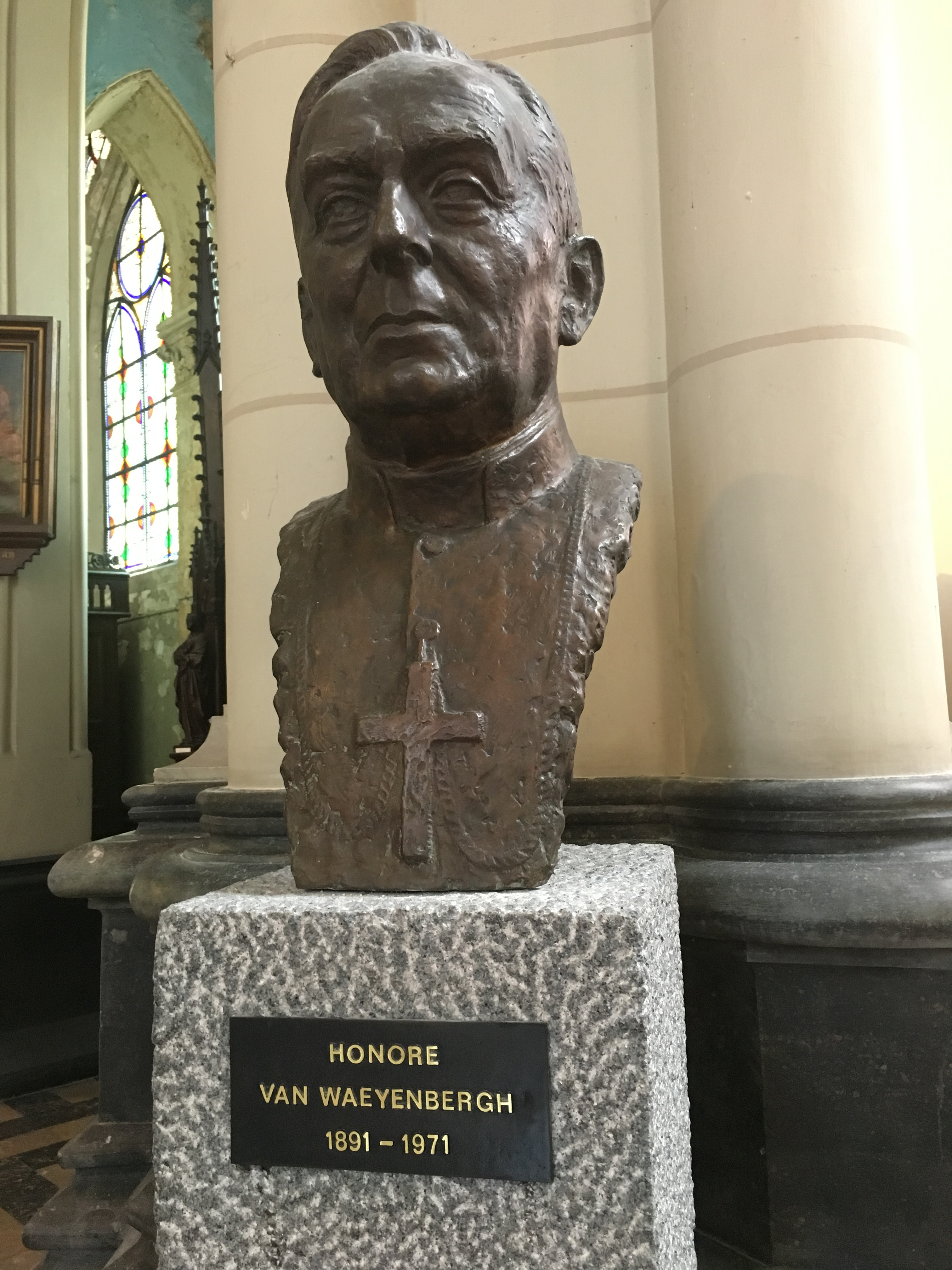

Honoré Marie Louis Van Waeyenbergh (* 25. November 1891 in Brüssel; † 19. Juli 1971 in Korbeek-Lo) war ein römisch-katholischer Geistlicher, Weihbischof in Mecheln-Brüssel und Hochschullehrer sowie achter Rektor der Katholischen Universität Löwen von 1940 bis 1962.

## Leben
Van Waeyenbergh empfing am 28. Dezember 1919 das Sakrament der Priesterweihe. 1924 promovierte er in Klassischer Philologie.
Am 1. September 1954 ernannte ihn Papst Pius XII. zum Titularbischof von Gilba und zum Weihbischof in Mecheln. Der Erzbischof Efrem Forni spendete ihm am 28. Oktober 1954 die Bischofsweihe; Mitkonsekratoren waren der Bischof von Gent, Karel Justinus Marie Ernest Calewaert, und der Weihbischof in Mecheln, Léon-Joseph Suenens.
Van Waeyenbergh nahm an allen vier Sitzungsperioden des Zweiten Vatikanischen Konzils teil.
Van Waeyenbergh folgte 1940 auf Paulin Ladeuze im Amt des Rektors der Universität Löwen. Er untersagte den Löwener Professoren Einladungen nach Deutschland anzunehmen und ließ keine deutschen Gastprofessoren an der Universität zu. Zudem wehrte er sich gegen jede Einmischung von deutscher Seite hinsichtlich der Ernennung von Professoren. Van Waeyenbergh wurde am 5. Juni 1943 festgenommen und am 30. Juni zu einer 18-monatigen Freiheitsstrafe verurteilt. Nach Kritik aus Belgien und von Seiten des Heiligen Stuhls wurde die Strafe am 23. September gemildert.

## Auszeichnungen
- 1945: Apostolischer Protonotar
- 1945: Offizier der Ehrenlegion
- 1946: Komtur des Ordens von Oranien-Nassau
- 1955: Großes Bundesverdienstkreuz mit Stern
- 1959: Verdienstorden der Italienischen Republik
- 1965: Joost-van-den-Vondel-Preis
- 1970: Ehrenbürger von Löwen
- Ehrendoktor verschiedener Universitäten
- Orden Alfons X. des Weisen